# Bieren Van Begeerte
Bieren Van Begeerte is een onafhankelijke Belgische microbrouwerij en bierfirma in Berchem, Antwerpen.
Bieren Van Begeerte bestaat onder de huidige naam sinds 2004 en sinds 2009 wordt er samengewerkt met De Proefbrouwerij. Bij de opstart werd het eerste bier Kamil ontwikkeld, ondertussen werden er verschillende varianten gelanceerd en sinds 2015 wordt er ook jaarlijks een variant met zelf gekweekte hop gebrouwen.
Alle bieren die gebrouwen worden zijn bovengistend met nagisting op fles.